# Saitis leighi
Saitis leighi är en spindelart som beskrevs av Peckham, Peckham 1903. Saitis leighi ingår i släktet Saitis och familjen hoppspindlar. Inga underarter finns listade i Catalogue of Life.